# Prospherysa castanifrons
Prospherysa castanifrons là một loài ruồi trong họ Tachinidae.